# Lepidoplaga multidentalis
Lepidoplaga multidentalis is een vlinder uit de familie van de grasmotten (Crambidae). De wetenschappelijke naam van deze soort is voor het eerst voorgesteld door William Warren in een publicatie uit 1895.
De soort komt voor in India (Meghalaya).